# Theodor Evertz
Theodor Evertz (werkzaam omstreeks 1554) was een Nederlandse polyfonist uit de Renaissance.
Van Evertz is niet meer geweten dan wat volgt.
Van hem zijn drie Nederlandse liederen overgeleverd in de door Jacob Baethen in 1554 te Maastricht uitgegeven bundel Dat ierste boeck vanden nieuwe Duijtsche liedekens:
- O Venus jent aensiet toch mijn torment
- Ontwaect van slaep nu wij ghij sijt
- Schoen lief ic mach wel claeghen

Geen volledig exemplaar van de bundel van Jacob Baethen is teruggevonden (de sopraan ontbreekt), maar een van de vierstemmige liederen werd door Petrus Phalesius in 1572 opgenomen in Een Duijtsch musijck boeck, waar wel een volledig exemplaar van is bewaard gebleven.